# Batalla de Amiens (1870)
La batalla de Amiens tuvo lugar el 27 de noviembre de 1870 entre un ejército francés y otro prusiano, acabando el combate con una clara victoria de estos últimos durante la guerra franco-prusiana.
Los franceses, dirigidos por el general Farre lucharon contra los prusianos bajo Edwin Freiherr von Manteuffel en Amiens, Francia. Después de haber capitulado en Metz, los franceses se vieron obligados a abandonar la ciudad de Amiens. Sobre 1.383 soldados franceses resultaron muertos y heridos, y alrededor de 1000 fueron declarados como desaparecidos. Los alemanes perdieron 1.216 soldados y 76 oficiales.